# Adad-szuma-usur
Adad-szuma-usur (sum. diškur.mu.ùri; akad. Adad-šuma-uṣur, tłum. „bogu Adadzie syna strzeż!”) – król Babilonii z dynastii kasyckiej, syn Kasztiliasza IV; panował w latach 1216–1187 p.n.e. Objął tron w Babilonii w wyniku antyasyryjskiego powstania, które odsunęło od władzy jego poprzednika, Adad-szuma-iddinę, kładąc kres supremacji Asyrii nad krajem. Był współczesny królowi asyryjskiemu Aszur-nirari III. Do naszych czasów zachowała się kopia bardzo obraźliwego listu wysłanego przez Adad-szuma-usura do Aszur-nirari III. Adad-szuma-usur pojawia się również w jednym z późniejszych babilońskich eposów.